# Vaixell Medjerda
El Medjerda va ser un vaixell de vapor francès de 1.918 tones. Fou enfonsat davant de les costes de l'Ampolla pel submarí alemany U-34 l'11 de maig de 1917 en el marc de la guerra submarina de la I Guerra Mundial. Hi van morir més de 350 persones. El govern francès obsequià al poble de l'Ampolla amb una estàtua de bronze -coneguda amb el nom del guerrer- en record de la tragèdia. La figura original, però, va ser sostreta l'any 1993; l'actual és una còpia.